# Fritz Regensburger
Fritz Regensburger (* 6. August 1900 in München; † 1976) war ein deutscher Jurist.

## Werdegang
Regensburger promovierte 1925 in Würzburg und legte 1927 an der Universität München die Große juristische Staatsprüfung ab. Im Anschluss war er als Regierungsassessor bei der Regierung von Schwaben. 1929 wurde er Bezirksamtmann im Bezirksamt Landau/Pfalz. 1933 kam er zur Bayerischen Versicherungskammer, zu deren Vizepräsidenten er 1948 ernannt wurde.
Daneben war er stellvertretender Vorsitzender des HUK-Verbandes. Seit 1919 war er Mitglied der katholischen Studentenverbindung KDStV Tuiskonia München im CV.

## Ehrungen
- 1966: Großes Verdienstkreuz der Bundesrepublik Deutschland